# Sokorói-dombság
Győrtől délkeletre, a Győri-medence és a Bakony között helyezkedik el a Sokorói-dombság vagy Pannonhalmi-dombság, Magyarország egyik kistája. Magyarország legújabb tájbeosztása szerint a Dunántúli-középhegység nagytájhoz (makrorégió) tartozik. Régebben a Kisalföld peremvidékéhez sorolták. Ez is mutatja, hogy a táj átmeneti terület a Kisalföld és a Dunántúli-középhegység között.
A Sokorói-dombság körül elhelyezkedő települések néprajzi, illetve társadalomföldrajzi elnevezése Sokoró vagy Sokoró térség.

## Földrajz

### Domborzat
A szakirodalom a három dombsorból (Pannonhalma, Ravazd-Csanaki vonulat, Sokoró) és két fő völgyből (Pannonhalmi völgy, Tényői völgy) álló kistájat a közelmúltig mindenütt Pannonhalmi-dombság néven említette. Néhol azonban megtaláljuk a Sokoró (Sokorói-halomvidék) nevet is, amelyet az egész területre alkalmaznak. A táj elhatárolása nem könnyű. Délről a Bernát-patak (Bornát patak) és a sokorói Bakony ér, keleten a Vezseny-ér és a Pándzsa-patak egy szakasza alkotja a határt. Pontosabb az elhatárolás, ha a dombság peremén települt falvakat összekötő vonalat tekintjük határnak. Ez a vonal a Nagydém és Hathalom – Gic – Románd – Bakonypéterd – Tápszentmiklós – Táp – Nyalka – Pázmándfalu – Töltéstava – Győr (Ménfőcsanak) – Felpéc – Kajárpéc – Nagydém községeket köti össze. Így viszont a községek közigazgatási területe nyúlik át a szomszédos tájak és Veszprém vármegye területére.
A Pannonhalmi-dombság területe 300 km², más adatok szerint 241 km², ami szintén az elhatárolás nehézségeire utal.
Legmagasabb pontja a Nyúl és Écs közigazgatási határának közelében emelkedő, 316 méteres Szent Pál-hegy, de hasonló magasságú a Nyúl és Tényő közigazgatási határának közelében álló Nyúli-hegy is. A Nyúl és Győrújbarát közigazgatási határa mentén található, 313 méter magas Lila-hegyen kilátó épült.
A három dombvonulat közül a középső a leghosszabb, a legszélesebb és a legmagasabb. A dombvonulatok területének jelentős részét erdő borítja; jellemző fafaj a cser, ami mellett még kocsányos tölgyet, erdei-  és feketefenyőt, valamint akácot találunk nagyobb térfoglalással.

### Éghajlat
Az idegenforgalomra és a mezőgazdaságra nagy hatással van az adott térség éghajlata. A Sokorói-dombság  éghajlata mérsékelten meleg – mérsékelten száraz.
Az éghajlati elemek egyike a napfénytartam. A napsütéses órák átlagos évi száma kevéssel meghaladja az 1950 órát. Észak felé növekszik, és eléri a 2000 órát. Jól jellemzik a dombság éghajlatát Lovászpatona adatai, ahol évi átlagban 1984 óra napfénytartamot mértek. A táj borultságára utal az, hogy a felhőzet évi átlagban Pannonhalmán 59%, ami elég magas érték, mert a közelben, a Bakony legnagyobb részén ennél alacsonyabb értéket figyeltek meg. A felhőzet évi menetében a maximum decemberben van, amikor 75%-ra emelkedik a havi átlag, a minimum augusztusban és szeptemberben  jelentkezik 47%-os értékkel.
A hőmérséklet évi járása hasonló az ország többi részéhez. A tél viszonylag enyhe. Január középhőmérséklete -1,9 °C (270 m tszf)  ez az érték észak felé növekszik, hisz Győr januári középhőmérséklete csak -1,1 °C. Délen, a Bakonyban már -2 °C alá csökken. A tavasz általában korán kezdődik, a fagyok április 15-e körül megszűnnek. A nyár mérsékelten meleg, ezt mutatja, hogy Pannonhalma júliusi középhőmérséklete 20,5 °C. Ősszel az első fagyok ideje október 15-20. A fagymentes időszak hossza 188 nap körül van.
Az évi középhőmérséklet Pannonhalmán 9,8 °C, de a dombság északi részén eléri 10 °C -t. A hőmérséklet közepes ingása 22,4 °C, ami elég magas értéket jelent. A tenyészidőszak középhőmérséklete 16,6 °C, ami a mezőgazdasági termeléshez megfelelő alapot jelent.
Területén uralkodó az észak, északnyugati szél, az átlagos szélsebesség valamivel több, mint 3 m/s. Az évi csapadék mennyisége 600 mm körüli értéket mutat. Északon valamivel kevesebb, délen több (például Lovászpatona 626 mm). A nyári félévben 340–360 mm eső várható. A csapadék dél felé való növekedését jól mutatja, hogy Pannonhalmán 575 mm, Nyúlon 614 mm, Ravazdon 618 mm és Lovászpatonán már 626 mm az évi átlagos csapadékmennyiség. A csapadék évi mennyisége jelentős eltérést mutat. Az éghajlat alapján kevéssé hő- és vízigényes növények termelhetők eredményesen.

## Turizmus
A Sokorói-dombság legegyszerűbben Győrből érhető el. Kerékpárosok számára a Fertő tavi és szigetközi kerékpárutakról is jól megközelíthető. Az terület turisztikai értékét növeli a Bakony hegység, illetve azon keresztül a Balaton közelsége.

### Látnivalók
A dombvonulatok között futó völgyekben a Rábáig lefutó lankákon falvak és hegyközségek, betelepült szőlőhegyek találhatók. Annak a népi építészeti stílusnak, amelyet újabban a néprajz önálló kisalföldi házvidékként különít el, legszebb példáit épp a Sokoró vidékén lelhetjük meg. A típust nem az építőanyagai, hanem beosztása, tüzelő és füstelvezető berendezései, valamint a fő szerkezeti elemei alapján határozták meg. E központi bejáratú, háromosztatú, szabadkéményes, zárttüzelős szobájú, ágasfás, majd később ollólábas, szelemenes tetőszerkezetű ház, és a hozzátartozó porta a 17. századtól adott otthont a születésnek és a halálnak (például Tényőn, Tápon, Győrújbaráton, Pannonhalmán stb.)

## A Sokorói-dombság települései
- Győr-Moson-Sopron vármegye:

Écs, Felpéc, Győr – Ménfőcsanak, Győrság – Sághalomalja, Győrújbarát,  Győrasszonyfa, Győrság, Győrszemere, Kajárpéc, Koroncó,  Nyalka, Nyúl, Pannonhalma, Pázmándfalu, Ravazd, Románd, Sokorópátka, Táp, Tápszentmiklós, Tarjánpuszta, Tényő, Töltéstava.
- Veszprém vármegye:

Gic – Hathalom, Lovászpatona, Nagydém.